# Ringo – Sieg und Niederlage
Ringo – Sieg und Niederlage (Originaltitel: Ringo. Gloria y muerte) ist eine argentinische Miniserie, die das Leben von Óscar Bonavena behandelt. In Lateinamerika fand die Premiere der Miniserie als Original am 24. März 2023 auf Star+ statt. Im deutschsprachigen Raum erfolgte die Erstveröffentlichung der Miniserie am selben Tag durch Disney+ via Star als Original.

## Handlung
Basierend auf wahren Begebenheiten beleuchtet die Miniserie Ringo – Sieg und Niederlage in einer fiktiven Erzählung verschiedene Abschnitte im Leben des argentinischen Schwergewichtsboxers Óscar "Ringo" Bonavena.

## Besetzung
| Rolle                  | Schauspieler      |
| ---------------------- | ----------------- |
| Óscar „Ringo“ Bonavena | Jerónimo Bosia    |
| Dora Raffa de Bonavena | Delfina Chaves    |
| Joe Conforte           | Thomas Grube      |
| Sally Conforte         | Lucila Gandolfo   |
| Tracy                  | Connie Isla       |
| Bautista Rago          | Pablo Rago        |
| Doña Dominga           | María Onetto      |
| Ross Brymer            | Ariel Nuñez       |
| Vicente Bonavena       | Martín Slipak     |
| Pedro                  | Renato Quattordio |
| Enrique Suárez         | Andrés Ciavaglia  |
| Tito Lectoure          | Javier Drolas     |
| Rolo Vergara           | Agustín Corsi     |
| Juan Rago              | Lautaro Bettoni   |
| Don Vicente Bonavena   | Germán De Silva   |

## Episodenliste
| Nr. | Deutscher Titel                         | Originaltitel                 | Erstveröffentlichung (Lateinamerika) | Deutschsprachige Erstveröffentlichung (D/A/CH) | Regie               | Drehbuch                                                                               |
| --- | --------------------------------------- | ----------------------------- | ------------------------------------ | ---------------------------------------------- | ------------------- | -------------------------------------------------------------------------------------- |
| 1   | Er, der nichts weiß, und nicht zweifelt | Quien nada sabe, de nada duda | 24. März 2023                        | 24. März 2023                                  | Nicolás Pérez Veiga | Alejandro Ocón, Gabriela Larralde, Nicolás Pérez Veiga, Diego Palacio & Santiago Dulce |
| 2   | Der plattfüßige Champion                | Campeón de pies planos        | 24. März 2023                        | 24. März 2023                                  | Nicolás Pérez Veiga | Alejandro Ocón, Gabriela Larralde, Nicolás Pérez Veiga, Diego Palacio & Santiago Dulce |
| 3   | Die Jagd                                | La cacería                    | 24. März 2023                        | 24. März 2023                                  | Nicolás Pérez Veiga | Alejandro Ocón, Gabriela Larralde, Nicolás Pérez Veiga, Diego Palacio & Santiago Dulce |
| 4   | Hundert Dollar für dreißig Minuten      | 100 dólares la media hora     | 24. März 2023                        | 24. März 2023                                  | Nicolás Pérez Veiga | Alejandro Ocón, Gabriela Larralde, Nicolás Pérez Veiga, Diego Palacio & Santiago Dulce |
| 5   | Geld, Geld, Geld                        | Guita, guita, guita           | 24. März 2023                        | 24. März 2023                                  | Nicolás Pérez Veiga | Alejandro Ocón, Gabriela Larralde, Nicolás Pérez Veiga, Diego Palacio & Santiago Dulce |
| 6   | Mein karibischer Freund                 | El amigo caribeño             | 24. März 2023                        | 24. März 2023                                  | Nicolás Pérez Veiga | Alejandro Ocón, Gabriela Larralde, Nicolás Pérez Veiga, Diego Palacio & Santiago Dulce |
| 7   | Angsthase                               | Chicken, Chicken              | 24. März 2023                        | 24. März 2023                                  | Nicolás Pérez Veiga | Alejandro Ocón, Gabriela Larralde, Nicolás Pérez Veiga, Diego Palacio & Santiago Dulce |